# Arthur Auwers
Georg Friedrich Julius Arthur von Auwers, mais conhecido como Arthur Auwers (Göttingen, 12 de setembro de 1838 — Berlim, 24 de janeiro de 1915) foi um astrónomo alemão.
Sepultado nos Friedhöfe vor dem Halleschen Tor em Berlim.

## Prémios e honrarias
- 1888 - Medalha de Ouro da Royal Astronomical Society[2]
- 1891 - Medalha James Craig Watson[3]
- 1899 - Medalha Bruce[4]